# Cuphea punctulata
Cuphea punctulata är en fackelblomsväxtart som beskrevs av Emil Bernhard Koehne. Cuphea punctulata ingår i släktet blossblommor, och familjen fackelblomsväxter. Inga underarter finns listade i Catalogue of Life.